# Adrian Fochi
Adrian Fochi (n. 26 octombrie 1920, Cernăuți – d. 5 octombrie 1985, București) a fost un folclorist, etnolog și cercetător român.

## Biografie
S-a născut la data de 26 octombrie 1920 în Cernăuți, pe atunci în Regatul României.
Între 1926-1940 urmează școala normală de învățători din Cernăuți.
Între 1938-1940 urmează studiile universitare la Cernăuți (filologie romanică), iar între 1940-1946 la Universitatea din București (filologie modernă).
Între 1946-1947 este asistentul catedrei de limbă italiană a Facultății de Litere din București.
Între 1947-1948 este profesor suplinitor de limbă franceză la Râșnov, iar între 1948-1950 este profesor de limbă română la Conțești-Răcari.
Între 1949-1953 predă limba română la școala profesională de pielărie a Ministerului Industriei Ușoare și la școlile de meșteri și de calificare din cadrul aceluiași minister.
Între 1957-1964 este documentarist la Institutul de Folclor din București.
În 1959 ajunge redactor la Bibliografia internațională de Etnografie și Folclor (SIEF), iar din 1960 la Revista internațională de documentare etnografică și folclorică „Demos” din Berlin.
În 1964 ajunge cercetător la Institutul de studii sud-est europene din București.
În 1966 devine membru în Comisia internațională pentru studierea cântecului popular din Balcani.
În 1970 obține doctoratul la Institutul de Istorie și Teorie Literară „G. Călinescu”, cu teza G. Coșbuc și cultura populară, conducător științific fiind Ovidiu Papadima.
Între 1975-1982 revine ca cercetător științific la Institutul de Etnografie și Folclor, de unde iese la pensie.
A colaborat cu mai multe publicații periodice, printre care „Analele Academiei R.S.R.”, „Anuarul de Folclor”, „Anuarul Institutului de Cercetări Etnologice și Dialectologice”, „Anuarul Muzeului Etnografic al Transilvaniei”, „Bulletin”, „Cahiers roumains d'etudes litteraires”, „Convorbiri literare”, „Demos” (Berlin), , „Informația Bucureștiului”, „Limbă și literatură”, „Luceafărul”, „Memoriile Secției de Științe Filologice”, „Literatură și Arte”, „Noradno stvaralastvo” (Belgrad), „Osterreichisches Osthefte” (Viena), „Ramuri”, „Revista de Etnografie și Folclor”, „Revista Muzeelor”, „Revista Unesco”, „Revue roumaine”, „România literară”, „Scânteia”, „Serta Slavica” (München), „Steaua”, „Vatra” ș.a.

## Lucrări
- Miorița – tipologie, circulație, geneză, texte, Editura Academiei R.P.R., București, 1964, 1106 pag.
- Bibliografia generală a etnografiei și folclorului românesc, vol. I (1800-1891), Editura pentru literatură, București, 1968, 739 pag.
- G. Coșbuc și cultura populară, Editura Minerva, București, 1971, 364 pag.
- Coordonate sud-est europene ale baladei populare românești, Editura Academiei R.S.R., București, 1975, 270 pag.
- Datini și eresuri populare de la sfârșitul secolului al XIX-lea: Răspunsurile la chestionarele lui Nicolae Densusianu, Editura Minerva, București, 1976, 391 pag.
- Estetica oralității, Editura Minerva, București, 1980, 416 pag.
- Femeia lui Putiphar (K 2111), Editura Univers, București, 1982, 325 pag.
- Paralele folclorice. Coordonatele culturii carpatice, Editura Minerva, București, 1984, 327 pag.
- Cîntecul epic tradițional al românilor, Editura Științifică și Enciclopedică, București, 1985, 516 pag.
- Valori ale culturii populare românești (două volume), Editura Minerva, București (vol. I, 1987 - 425 pag și vol. II, 1988 - 524 pag.)
- Bibliografia generală a etnografiei și folclorului românesc, vol. II (1892-1904), Editura Saeculum I.O., București, 2002, 704 pag. ISBN 973-642-012-4.